# 拜伊
拜伊（法語：Baye，法語發音：[bɛj]）是法国菲尼斯泰尔省的一个市镇，属于坎佩尔区。

## 地理
拜伊（47°51'27"N, 3°36'17"W）面积7.29 平方千米，位于法国布列塔尼大區菲尼斯泰尔省，该省份为法国最西部的省份，位于布列塔尼半岛西部，北西南三面环大西洋，东临阿摩尔滨海省和莫尔比昂省。
与拜伊接壤的市镇（或旧市镇、城区）包括：梅拉克、滨海莫埃朗、坎佩莱、贝隆河畔里耶克。

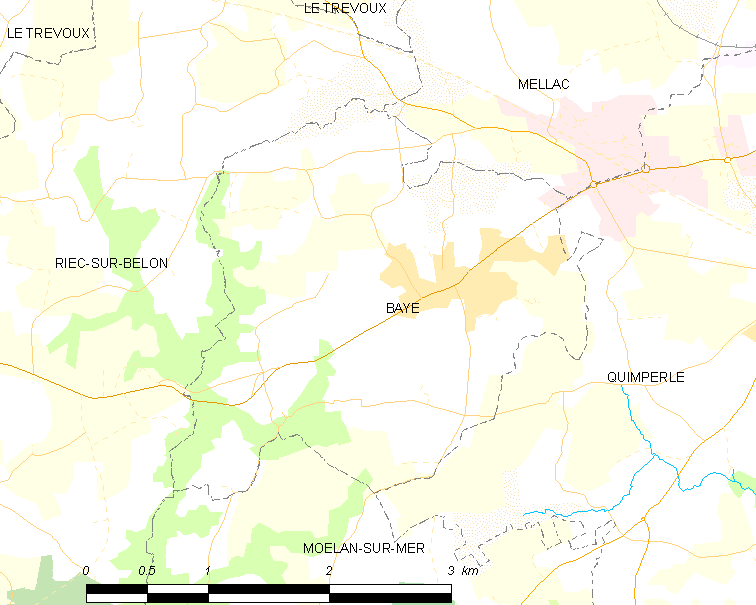
拜伊的OSM定位图

拜伊的时区为UTC+01:00、UTC+02:00（夏令时）。

## 行政
拜伊的邮政编码为29300，INSEE市镇编码为29005。

## 政治
拜伊所属的省级选区为坎佩莱县。

## 人口

1962-2008年间拜伊人口变化图示

拜伊于2022年1月1日时的人口数量为1363人。